# Граман G-164A Ag-Cat
Граман G-164A Ag-Cat је амерички једномоторни, једноседи, двокрилни авион са затвореном кабином, који се користи као авион за радове у пољопривреди. Авион је пројектовала фирма Grumman American Aviation Corporation а производила га је на основу уговора са Граманом Schweizer Aircraft Corporation.

## Пројектовање и развој
Грумман ААC је пројектовао средином педесетих година двадесетог века авион G-164 Ag-Cat намењен пољопривреди. Главни конструктори авиона су били инжењери Џо Липтер и Артур Коч. Направљена су само два прототипа од којих је први пут полетео 27. маја 1957. године. Исте године Грумман ААC уговара са Schweizer Aircraft Corporation производњу 100 комада ових авиона а први из ове серије је полетео 17. октобра 1958. Сертификат ФАА Грумман G-164 Ag-Cat добија у јануару 1959. Мотор који се уграђивао у прототипове је био седмо-цилиндрични радијални ваздухом хлађени Continental W670-6N снаге 220 hp, изабран на основу своје најмање тежине.
У току своје дугогодишње производње, Граман G-164 се производио од 1958. до 1981. године, аеродинамика авиона се незнатно мењала, углавном се повећавала запремина резервоара за хемикалије, снага мотора и површина крила. Запремина резервоара за хемикалије (носивост авиона) је почела од 813 литара код авиона првих серија до 1.892 литре код авиона са турбоелисним мотором. Ознака типа авиона се мењала са променом погонског мотора. Поред класичних авиона направљен је и хидроавион са пловцима уместо точкова.

## Технички опис
Авион Граман G-164A Ag-Cat је двокрилац, специјално конструисан за радове у пољопривреди. Авион је металне конструкције, изузев репних површина и доњих површина крила које су пресвучена платном. У прототипове авиона Ag-Cat су уграђивани седмо цилиндрични радијални мотори Continental W670-6N снаге 220 hp, Continental W670-240 снаге 245, 275 и 300 hp, а у серијској производњи уграђивани су девето цилиндрични радијални мотори: Pratt & Whitney R-985 снаге 450 hp, Pratt & Whitney R-1340 снаге 600 hp, Continental R-975 снаге 450 hp и 525 hp и турбоелисни мотор Pratt & Whitney PT6A снаге 507, 559 и 634 kW. На вратилу мотора је постављена Хамилтонова двокрака вучна метална елиса пречника 2,69 m. Иза мотора је смештем резервоар за уље запремине 26,5 литара.
Носећа конструкција трупа је решеткаста конструкција направљена од заварених хром молидбен челичних цеви, које се након заваривања очисте и премажу антикорозивном заштитом. У трупу авиона се налази пилотска кабина која је хетметички затворена и недопушта да прашина и хемикалије приликом прскања продру у кабину. Конструктивно је кабина изведена као кавез направљен од челичних цеви и непробојног стакла тако да приликом пада авиона овако направљена кабина у највећем броју случајева спашава живот пилоту. Седиште је у кабини високо постављено што омогућава пилоту изванредну прегледност у току рада. У труп авиона између мотора и кабине пилота је смештен резервоар за хемикалије запремине 1.117 литара који је направљен од фибергласа (код ранијих серија авиона овај резервоар је био направљен од алуминијумског лима). На резервоару је направљен показивач количине хемикалије у литрима тако да је пилот у стању сваког тренутка да види колико му хемикалија још стоји на располагању. Носећа конструкција трупа авиона Граман G-164A Ag-Cat
Облога трупа је направљена од дуралуминијумског лима која се специјалним копчама причвршћава за носећу конструкцију трупа. Облога трупа се може скинути са трупа када се врше поправке и преглед трупа авиона.
Средишњи део горњег крила је постављен на балдахин који представља заједнички део носеће конструкције трупа авиона. На балдахину се налази резервоар за гориво запремине 174 литре. Резервоар је направљен од лима и на сва четири доња краја има отворе, који су цевима за гориво повезане са мотором. Конструкција балдахина је направљена од легираних челичних цеви као и носећа конструкција трупа, а унакрсно су затегнуте челичним жичаним затезачима. Са стране резервоара а на конструкцији балдахина постављени су елементи за везивање крила. Крила су правоугаоног облика са благо заобљеним крајевима. Оба крила су једнака по свом облику и димензијама. Горње крило је у односу на доње померено ка кљуну авиона. Горње и доње крило су међусобно повезана упорницама и жичаним затезачима. Доње крило је уз труп појачано и на том делу, са залепљеном неклизајућом површином која олакшава улазак пилота у кабину. Конструкција крила је направљена од алуминијумске легуре. Горња површина крила је обложена алуминијумским лимом причвршћен закивцима, а доња страна крила је пресвучена импрегнираним платном. На крило су закачене цеви система за прскање. На крилима се налазе четири истоветна елерона (крилца за управљање). Управљање елеронима се остварује посредством ужади која су провучена кроз доње крила. Веза између елерона који се налазе на доњем и горњем крилу је остварена помоћу круте шипке.
Кормило правца и дубине као и вертикални и хоринзонтални стабилизатори су као и носећа конструкција трупа направљени од високо легираних челичних цеви које су обложене памучним платном. Облога је за носећу конструкцију причвршћена закивцима а након постављана импрегнирана је вишеслојним заштитним премазима.
Стајни трап авиона је фиксан и састоји се од две предње ноге и репног точка. Све ноге су направљене од висококвалитетног опружног челика који обезбеђује добру амортизацију а и једноставне су за одржавање. На предњим точковима опремљених хитрауличним кочницама се налазе нископритисне гуме које се одлично понашају на неприпремљеним полетно слетним стазама.

### Оперативно коришћење
Авион Граман G-164 је пројектован у фирми Grumman American Aviation Corporation (GAAC) и у оперативну употребу је ушао 1959. године. Наменски је пројектован за третирање пољопривредних површина и запрашивање штетних инсеката. Производња се одвијала од 1958 до 1981. године у фирми Schweizer Aircraft Corporation на основу уговора са GAAC. У том периоду је произведено укупно 2.455 авиона са клипним моторима. Пошто је у међувремену Schweizer откупио сва ауторска и права за производњу овог авиона, уградњом турбоелисног погона настављена је производња ових авиона која траје и данас. У Етиопији је произведено 12 авиона за афричко тржиште.
Највећи број ових авиона је коришћен за основну намену за коју је и пројектован (пољопривредни авион) али су произведене и двоседе варијанте које су служиле за обуку пилота. Уградњом пловака уместо точкова стајног трапа овај авион се користио и као хидроавион. Због својих изванредних летних карактеристика овај авион се користио за аеро циркус за разне вратоломије.

## Авион Граман G-164 у Југославији
Привредна авијација ЈАТ-а је основана 1951. године са задатком да комерцијално врши запрашивање противу инсеката и третирање пољопривредних површина из ваздуха. Ова привредна организација је прва у Југославији 1968. године купила авионе Граман G-164A Ag-Cat а 1972. године је купила побољшане авионе истог произвођача Граман G-164B Ag-Cat тако да је имала укупно 35 авиона оба типа. После 1990. део авиона је продат приватним фирмама у Србији. Неки од ових авиона и данас лете.